# مونيكا فلوريس
مونيكا فلوريس (بالإسبانية: Monica Flores)‏ (31 يناير 1996 في الولايات المتحدة - ) هي لاعبة كرة قدم مكسيكية في مركز قلب الدفاع.

## وصلات خارجية
- مونيكا فلوريس على موقع الاتحاد الدولي (مؤرشف)  (الإنجليزية)
- مونيكا فلوريس على موقع بطولة كرة القدم المكسيكية للسيدات (الإسبانية)
- مونيكا فلوريس على موقع قاعدة بيانات كرة القدم.إي يو (الإنجليزية)
- مونيكا فلوريس على موقع Soccerway.com (الإنجليزية)